# 太陽のシンボル
太陽のシンボル（たいようのシンボル、英: solar symbol）は、太陽をシンボルとした記号や紋様。太陽のシンボルは多くの神話、宗教、神秘主義、占い、記号、紋章、旗章などで使われている。

## 例

### 単純な円
単純な円または円板は太陽のシンボルとしても使用される。日本の国旗、バングラデシュの国旗の他、オーストラリアのアボリジニの旗やTrundholm sun chariotなどにも使用されている。なお、パラオ共和国の国旗にも円が描かれているが、モチーフは太陽ではなく、満月である（パラオの国旗を参照）。

### 円と点
円の中央に点（ドット）を持つ円は古代の太陽のシンボルとして使われた。文字ではUnicodeの U+2609 ☉ や U+2299 ⊙ がある。天文学における太陽のシンボル（惑星記号）でもある。古代エジプトのヒエログリフでは太陽やラーを表す。初期の中国の漢字では「太陽」や「日」を表したが、のちに「日」の漢字となった。太陽以外の意味は蛇の目もしくはCircled dotを参照。

### 太陽十字
太陽十字または太陽車輪。しばしば四季や熱帯の年を表し、のちに地球を表す天文学のシンボルとなった。

### 二重の太陽十字
太陽十字の1種で8本のスポークを持つ。

### 卍（まんじ）
卍（まんじ）は太陽十字からも派生したが、ヒンドゥー教や仏教やナチスなどで太陽以外にも複数の意味を持つ。

### 8つの角を持つ星
8つの角を持つ星は、いくつかの国で太陽を意味する。ロシアのウドムルト共和国の国旗、モルドヴィア共和国の国旗、マリ・エル共和国の国旗や、チュヴァシ共和国の国旗や、似た意味を持つイラクの旗(1959-1963年)など。

### 三脚巴
三重渦巻または三脚巴のいくつかは、太陽のシンボルと考えられている。イングーシ共和国の旗はこの意味である。

### ロゼット
ロゼットは植物の装飾図案の他に、スラヴやハンガリーの太陽のシンボルとされている。またスペインのカスティーリャ・レオン州の伝統芸術や古代の装飾様式としても広く知られている  。アストゥリアス州では伝統的シンボルであったが、現在はアストゥリアスの民族主義運動のシンボルの1つとしても使われている。

### 太陽円
太陽円 (Sun Circle) は、スラヴの太陽のシンボルとしてズブルチの偶像で使われている。

### 輝く太陽
ギザギザや波打った光線を発する図案の円は、太陽のシンボルや表現として広く使用されている。最少でも4本の直線または波打つ光線を持つ（例えば古代メソポタミアのシャマシュに描かれた太陽王）が、更に多い場合もある。イエズス会の紋章（左記）の他、ウルグアイの国旗、キリバスの国旗、アルゼンチンの国旗の複数バージョン、アイルランド防衛軍の帽章、1959-1965年のイラク軍の紋章などがある。
中華民国の国旗、ネパールの国旗では直線の（三角の）光線のみが描かれているが、キルギスの国旗では曲線の光線のみが描かれている。フィリピンの国旗では3本でグループとなった発散する光が描かれている。日本海軍の旭日旗やマケドニア共和国の国旗、チベットの旗やアリゾナ州の旗の上部では、単純な放射状の線で2色に分けられている。

## 参照
1. ↑  Heraldry: Sources, Symbols, and Meaning by Ottfried Neubecker, p. 142 (New York: McGraw-Hill, 1976).
2. ↑   - Use of the six-petal rosette symbol by the Asturian nationalist party Andecha Astur.